# Mireia (prenom)
|  | Per a altres significats, vegeu «Mireia». |

Mireia és un prenom català de sexe femení.

## Origen
Mireia és una adaptació del mot provençal Mirèio (amb norma mistralenca) o Mirelha (amb norma clàssica de l'occità) que fou popularitzat pel poema  Mireia escrit per Frédéric Mistral. El mateix poeta diu a les seves memòries que aquest nom l'havia sentit solament a la seva àvia i la seva mare: 
Mireia, aquest nom afortunat que porta en si mateix la poesia, havia d'ésser fatalment el de la meva heroïna, car, des del bressol l'he sentit a casa, però solament a casa nostra. Quan la pobra Nanon, la meva àvia materna, volia complaure una mica una de les seves filles deia:
- És na Mireia -deia ella- és la bella Mireia, és na Mireia, amors meus.
I la meva mare deia per complaure de vegades una noia:
- Atenció! la veieu, na Mireia, amors meus!
Mes quan vaig demanar sobre Mireia, ningú no me'n va poder dir res pus: una història perduda, de la qual tan sols existia el nom de l'heroïna i un raig de bellesa dins una bruma d'amor.

## Etimologia
L'etimologia és dubtosa. Segons qualques fonts, el nom Mirèia o Mirelha a la Provença és un doblet de "meravilha", que significa "meravella"; amb això, Mistral trobaria l'ocasió de proposar solucions del seu parlar nadiu (provençal rodanenc). D'altra banda, qualques autors fan derivar el nom Mireia del provençal mirar o admirar; per tant, s'interpretaria com a l'admirable. N'hi ha, però, que diuen que significa mirall. D'altres autors, creuen que el nom prové del llatí Mirella, forma femenina i diminutiva de Mirus/Mira (derivat de mirus), "admirable, digne d'admiració". També s'ha considerat de relacionar aquest nom amb una santa africana del segle v, santa Mirella.

Ça com lla, la identificació actual de Mireia com a variant de Maria sembla que té l'origen en el moment del baptisme de la primera Mireia moderna, en 1861: Mirèio Roumieux, fillola de Fréderic Mistral. Segons qualques fonts, el rector que havia de batejar-la s'hi negava car era un nom que no figurava en el santoral. Tanmateix, el poeta va objectar que Mireia era la forma provençal de María o de Míriam. Aquesta afirmació, inverificable per al rector (i més pel prestigi del qui ho afirmava), va fer que la nina pogués ésser batejada com a 'Mireia' (Mirèio) i que es consolidés l'associació a la posteritat. 

## Difusió
La intensa relació del poeta provençal amb Catalunya i la gran acceptació del conjunt de la seva obra és una de les causes de la difusió primerenca del prenom Mireia al Principat.
D'altra banda, Charles Gounod també va fer una adaptació de Mireia per a la seva òpera Mireille.
Versions en altres idiomes:
- francès: Mireille[3]
- italià: Mirella[5]
- croat: Mirela[6]
- occità: Mirelha, Mirèlha o Mirèia[7]
- romanès: Mirela[6]
- Castellà: Mireya[8]

## Festa onomàstica
Malgrat que l'origen de Mireia i el sant siguin controvertits, l'església catòlica, atès el temps que és considerada variant de Maria o Míriam (del 1861 ençà), l'inclou com a nom catòlic en els santorals. La celebració onomàstica de Mireia es pot celebrar en qualsevol de les festes de la Mare de Déu, és a dir el 15 d'agost o el 12 de setembre.

## Biografies
- Mireia Aixalà, actriu
- Mireia Belmonte (1990), esportista
- Mireia Vilapuig (1997), actriu
- Mireia Carbó, cuinera
- Mireia Barrera, directora de cor
- Mireia Conde Mateos, esportista
- Mireia Mollà i Herrera, política
- Mireia Miró i Varela, esportista

### Versió Mireille
- Mireille Mathieu (1946), cantant
- Mireille Darc, actriu

### Versió Mirella
- Mirella Freni (1935), soprano

### Versió Mireya
- Mireya Luis, esportista

## Curiositats
L'asteroide 594 Mireille rebé el seu nom en honor de l'escriptor Frederic Mistral i particularment per la seva obra Mireia.